# Flanders F.4
Il Flanders F.4 fu un da ricognizione e collegamento monoposto monoplano realizzato dell'azienda britannica L. Howard Flanders Limited negli anni dieci del XX secolo e costruito in piccola serie.

## Storia del progetto
Dopo il successo ottenuto con il monoplano sperimentale Flanders F.3 nella primavera del 1912, il British War Office ordinò alla L. Howard Flanders Limited di Brooklands, nel Surrey, la costruzione di quattro monoplani Flanders F.4 da utilizzare per il neonato Royal Flying Corps. I primi tre esemplari, No.265, No.281 e No.422 ebbero ali rastremate, mentre il quarto esemplare, No.439, ali a corda costante.
L'aereo aveva la stessa configurazione dello F.3 disponeva di abitacoli più grandi per il pilota e per l'osservatore, disposti in tandem, seduti su sedili di vimini. La propulsione era assicurata da un motore a V Renault a 8 cilindri, raffreddati ad aria, erogante la potenza di 70 CV (52 kW) che azionava un'elica a quattro pale realizzata semplicemente sovrapponendo due eliche bipala Regy sullo stesso albero.  Inoltre aveva altre modifiche per migliorare l'affidabilità e la manutenibilità. Il carrello di atterraggio fisso dello F.3 fu migliorato con l'aggiunta di sospensioni a molla elicoidale. Il primo esemplare dello F.4 andò in volo per la prima volta a Brooklands il 6 luglio 1912, e il lotto di  quattro aerei fu collaudato dal pilota F. P. Raynham prima di essere  consegnato al RFC entro il 2 gennaio 1913. Le prestazioni furono giudicate davvero molto buone, con una gamma di velocità di 26,2 mph, un valore che era migliore di qualsiasi altro raggiunto dai vari progetti ufficialmente inseriti nei Military Trials del 1912. Il Flanders F.4 salita a 1 000 piedi in 3,5 minuti, a 1 500 piedi in 5,5 minuti, e a 2 000 piedi in 8 minuti.
Un aereo partecipò allo Hendon Naval and Aviation Military Day tenutosi il 28 dicembre 1912.  I collaudi dimostrarono che i monoplani volavano bene, ma in seguito ai fatali incidenti di un Deperdussin e di un Bristol-Coanda Monoplane il 6 e il 10 settembre 1912, il Royal Flying Corps aveva vietato l'uso di monoplani e gli aerei non furono utilizzati, e i loro motori rimossi per alimentare i Royal Aircraft Factory B.E.2.

## Utilizzatori
Regno Unito
- Royal Flying Corps